# Codul de procedură civilă
Codul de procedură civilă este un act normativ care reglementează principiile și procedurile specifice desfășurării procesului civil. În România, noul cod de procedură civilă a intrat în vigoare la 15 februarie 2013.

## Codul de procedură civilă din 1865
Decretat la 9 septembrie 1865 și promulgat la 11 septembrie 1865, Codul de procedură civilă a suferit unele modificări, fiind republicat în anul 1948. Cea mai substanțială modificare a Codului de procedură civilă a fost adusă prin O.U.G. nr. 138/14 septembrie 2000, publicată în „Monitorul Oficial al României” nr. 479 din 2.10.2000, fiind apoi succesiv modificat prin: O.U.G. 290/29 decembrie 2000 - „Monitorul Oficial al României” nr. 706 din 29.12.2000; Legea nr.32 din 5.03.2001 - „Monitorul Oficial al României” nr. 116 din 7.03.2001; O.U.G. nr. 59 din 25.04.2001 - „Monitorul Oficial al României” nr. 217 din 27.04.2001; O.U.G. nr. 58 din 25.06.2003 - „Monitorul Oficial al României” nr. 460 din 28.06.2003; Legea nr. 195 din 25.05.2004 - „Monitorul Oficial al României” nr. 470 din 26.05.2004; O.U.G. nr. 65 din 9.09.2004 - „Monitorul Oficial al României” nr. 840 din 14.11.2004 și Legea nr. 493 din 10.11.2004 - „Monitorul Oficial al României” nr. 1071 din 18.11.2004
Codul de procedura civilă a fost decretat la 9 septembrie 1865, promulgat la 11 septembrie 1865 și pus în aplicare la 1 decembrie 1865. El s-a aplicat inițial numai pe teritoriul vechilor principate, iar după 1918 s-a extins pe întregul teritoriu al tarii prin Decretul nr. 3406 din 1 octombrie 1938 și Legile nr. 39 din 23 iunie 1943 și nr. 260 aprilie 1945. Acest cod a suferit numeroase modificări, cele mai importante prin Decretul nr. 1228 din 15 mai 1900, republicat in M.Of. nr. 45 din 24 feb. 1948, prin trei legi de accelerarea judecății: din 19 mai 1925, 11 iulie 1929 și 23 iunie 1943, prin Legea nr. 59 din 23 iulie 1993, publicată în Monitorul Oficial nr. 177 din 26 iulie 1993.

## Noul cod de procedură civilă
Ministerul justiției și libertăților cetățenești a depus Parlamentului României Proiectul noului Cod de procedură civilă, apreciind că se impune o intervenție legislativă pentru adoptarea unei reglementări noi, complexe și coerente a procesului civil. Noul Cod de procedură civilă conține o serie de măsuri care urmăresc simplificarea și accelerarea procedurilor judiciare, abordând dispoziții clare, concentrate în principal pe sporirea celerității soluționării cauzelor, cu impact direct și asupra executării hotărârilor.
Având în vedere ca actualul context economic a impus importante restricții financiar-bugetare, care au întârziat finalizarea masurilor absolut necesare pregătirii sistemului judiciar pentru aplicarea noului Cod de procedura civila, prin Ordonanță de urgenta nr. 44/2012, Guvernul României a prorogat termenul de intrare în vigoare a noului Cod de procedura civila pentru 1 februarie 2012.  In final, noul cod (Legea 134/2010) a intrat in vigoare, după mai multe amânări, în februarie 2013, prin Legea 76/2012 - pentru punerea în aplicare a Legii nr. 134/2010 privind codul de procedură civilă Monitorul Oficial 365/2012.

## Utilizare
Pe lângă procesul civil, Codul de procedură civilă se aplică și în unele proceduri speciale, cum ar fi: 
- ordonanța președințială;
- litigiile de muncă;
- procedura divorțului;
- împărțeala judiciară;
- litigiile comerciale, etc.

De asemenea Codul de procedură civilă reglementează procedura de executare silită în materie civilă.